# Joan McCracken
Joan Hume McCracken, född 31 december 1917 i Philadelphia, död 1 november 1961 i New York, var en amerikansk skådespelerska och komiker. Hennes första roll var som "Sylvie" i musikalen Oklahoma! 1943. Hon fick senare roll på Broadway i showerna Bloomer Girl (1944), Billion Dollar Baby (1945) och Dance Me a Song (1950). Hon medverkade i filmerna Hollywood Canteen (1945) och Good News (1947).

## Filmografi

### Broadway
- Oklahoma! (1943–44)
- Bloomer Girl (1944–45)
- Billion Dollar Baby (1945–46)
- The Big Knife (1949)
- Dance Me a Song (1950)
- Peter Pan (1950)
- Angel in the Pawnshop (1951)
- Me and Juliet (1953–54)

### Filmer
- Hollywood Canteen (1944)
- Good News] (1947)
- That's Dancing! (1985) – footage from Good News
- That's Entertainment! III [5]